# Siderone salmonea
Siderone salmonea är en fjärilsart som beskrevs av Biedermann 1933. Siderone salmonea ingår i släktet Siderone och familjen praktfjärilar. Inga underarter finns listade i Catalogue of Life.